# Kazimierz Janiak (ur. 1959)
Kazimierz Józef Janiak (ur. 3 marca 1959 w Łodzi) – polski polityk, agronom, nauczyciel akademicki i związkowiec, poseł na Sejm III kadencji.

## Życiorys
Ukończył w 1982 studia na Wydziale Rolniczym Akademii Rolniczej w Szczecinie, był przez parę lat asystentem na tej uczelni. Od 1985 pozostaje pracownikiem naukowym Akademii Rolniczo-Technicznej w Olsztynie i następnie Uniwersytetu Warmińsko-Mazurskiego. W 1992 uzyskał stopień doktora nauk rolniczych na podstawie pracy zatytułowanej Plonowanie nowych genotypów bobiku w zależności od techniki siewu i sposobu pielęgnacji.
W 1989 wstąpił do „Solidarności”, w drugiej połowie latach 90. pełnił funkcję wiceprzewodniczącego komisji krajowej związku.
W latach 1997–2001 był posłem na Sejm III kadencji z ramienia Akcji Wyborczej Solidarność (mandat uzyskał z listy ogólnopolskiej). Należał do liderów AWS i Ruchu Społecznego AWS. W 2001 bez powodzenia ubiegał się o reelekcję, później wycofał się z działalności politycznej i powrócił do pracy naukowej. W 2015 i 2019 był kandydatem Prawa i Sprawiedliwości do Senatu IX i X kadencji, nie uzyskując mandatu w tych wyborach (dwukrotnie zajął drugie miejsce w okręgu nr 67). Równolegle związany z instytucjami wchodzącymi w skład systemu SKOK (m.in. został prezesem zarządu Stowarzyszenia Krzewienia Edukacji Finansowej i był członkiem rady nadzorczej SKOK Wspólnota). W lutym 2016 wstąpił do PiS, a we wrześniu tego samego roku został zatrudniony w Totalizatorze Sportowym na stanowisku dyrektora oddziału w Gdańsku. Od 2019 do 2020 był członkiem Rady Uniwersytetu Gdańskiego. W 2023 został zarejestrowany jako kandydat do Senatu w okręgu nr 66, jednak ostatecznie zrezygnował ze startu.